# Église Assunzione di Maria
L'église Assunzione di Maria (en français : Ascension-de-Marie) est une église romaine située dans le quartier Tuscolano sur le largo Spartaco.

## Historique
L'église est réalisée sur les projets de l'architecte Saverio Muratori à partir de 1961, puis après une interruption, repris en 1971 sans que les travaux soient à ce jour totalement finis. Actuellement elle est constituée seulement de la crypte du projet initial de 1961, accessible par une rampe souterraine.
Cependant dès le 21 avril 1954, l'église fut constituée en paroisse par le décret Cum in suburbana du cardinal Clemente Micara et affiliée au clergé du diocèse de Rome puis aux prêtres de la Congrégation de San Giovanni Battista Precursore. Auparavant, la paroisse, dont la croissance démographique suivait celle du quartier après la Seconde Guerre mondiale, était rattachée à celle de l'église Divino Amore située via Viviani.

## Architecture et décorations
L'église est toujours actuellement constituée uniquement de la crypte des plans originaux construite sur un plan hexagonal avec des arches situées semi-ovoïdes à quelques mètres du sol apportant une faible lumière.

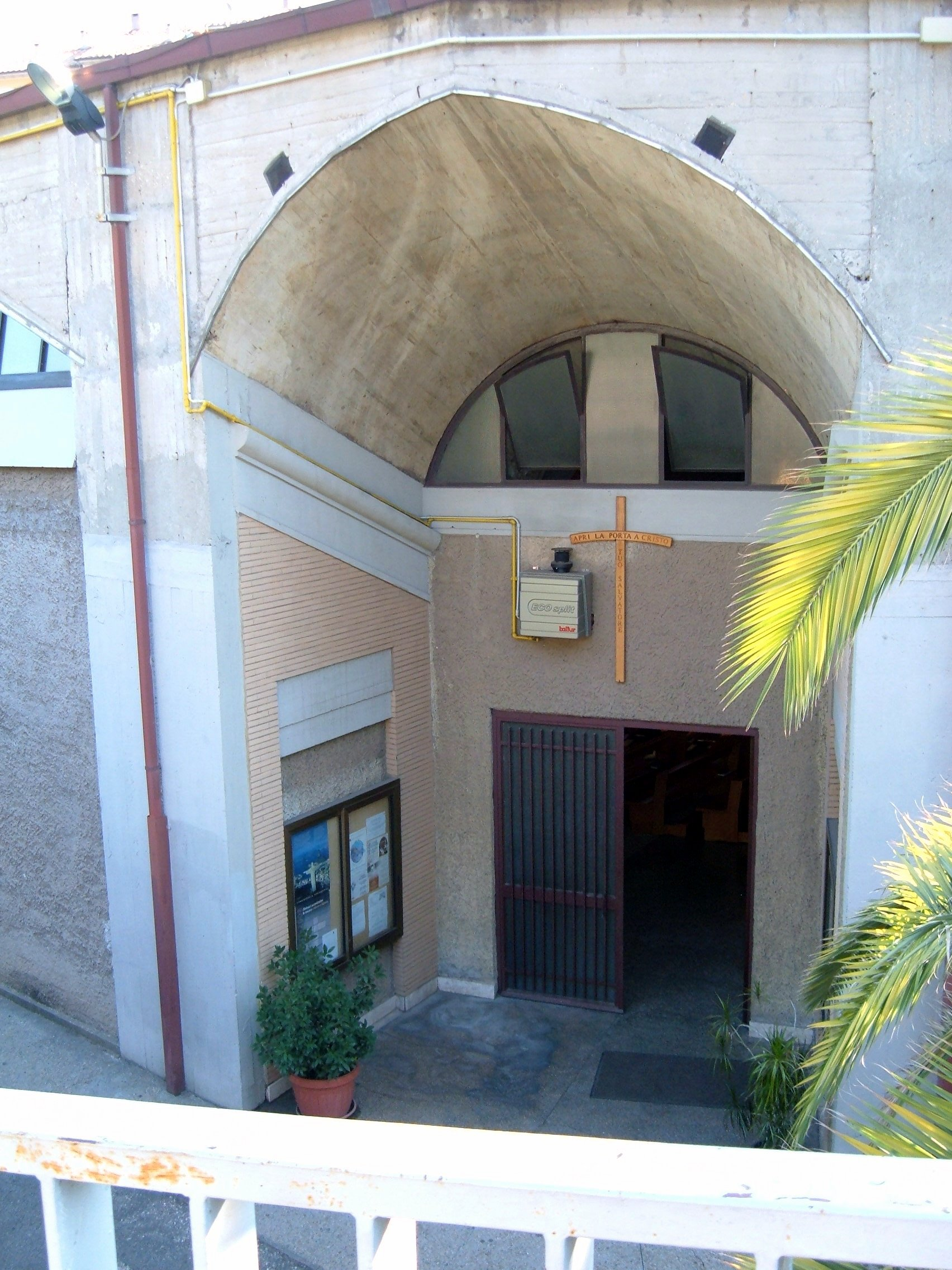
accès à l'église par la rampe
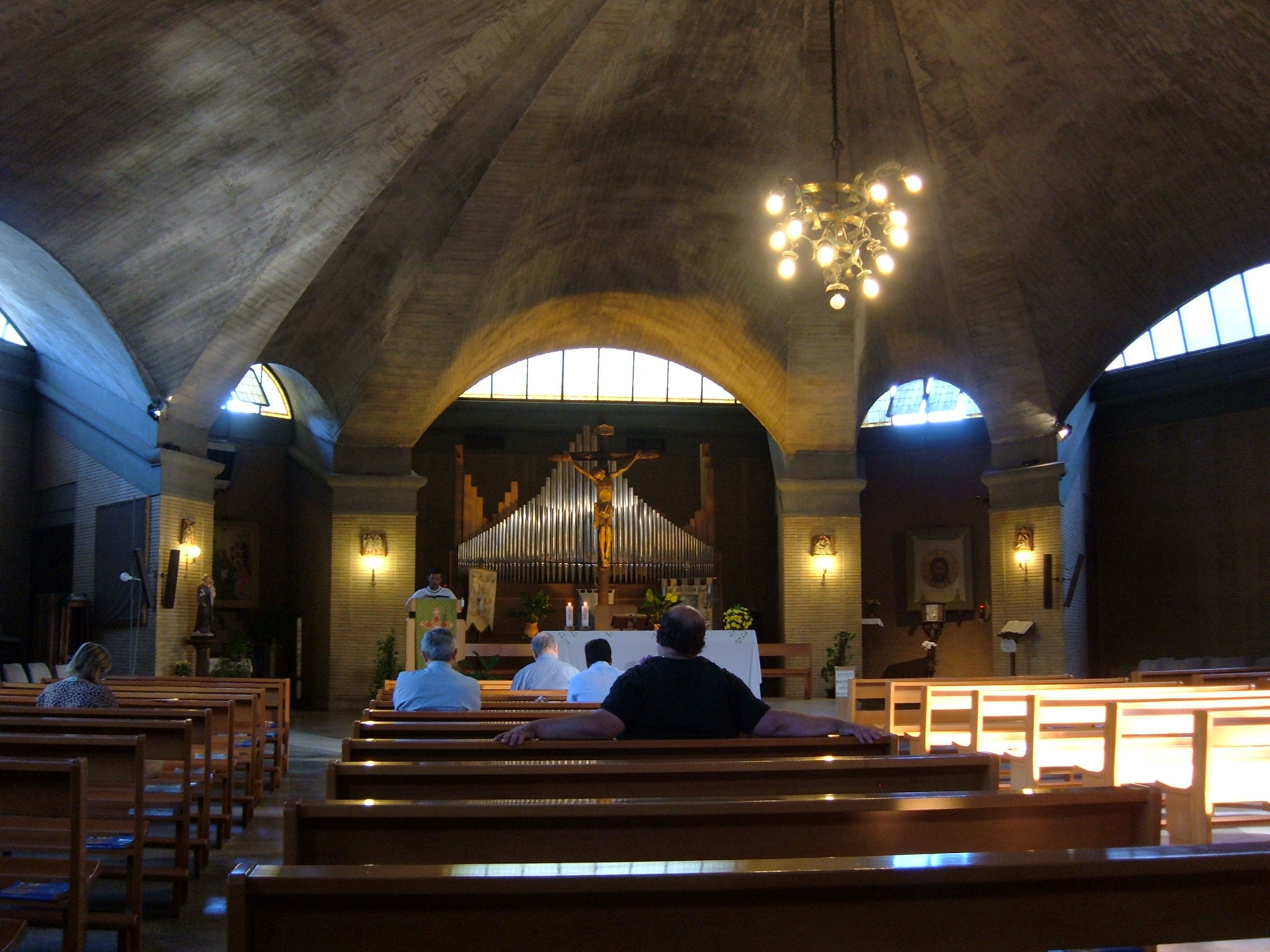
Vue de l'intérieur

## Sources
- (it) Cet article est partiellement ou en totalité issu de l’article de Wikipédia en italien intitulé « Chiesa dell'Assunzione di Maria (Roma) » (voir la liste des auteurs).